# حروب غاليسيا فولينيا
حروب غاليسيا فولينيا هي عدة حروب جرت بين عامي 1340-1392 بعد خلافة إمارة غاليسيا فولينيا (بولندا وأوكرانيا حاليًا). بعدما سمم النبلاء المحليون بوليسلاف يوري الثاني عام 1340، تقدمت كل من دوقية ليتوانيا الكبرى ومملكة بولندا بادعاءات تخص الإمارة المذكورة. بعد صراع طويل، قُسمت غاليسيا فولينيا بين بولندا (غاليسيا) وليتوانيا (فولينيا) وانحسر وجود الإمارة كدولة مستقلة. حصلت بولندا على منطقة تبلغ مساحتها 52 ألف كيلومتر مربع يسكنها 200 ألف نسمة.

## خلفية تاريخية
توفي الأخوة أندرو وليف الثاني قبل 1322، ولم يتركا رجلًا يخلفهما في غاليسيا فولينيا. بدلًا من الترويج لابنه ليوبارتاس (الذي كان متزوجًا من ابنة أندرو) والتسبب بحرب مع بولندا، توصل غيديميناس الليتواني إلى تفاهم مع فلياديسلاف الأول البولندي. اتفق الطرفان على تنصيب بوليسلاف يوري الثاني البالغ من العمر أربعة عشر عامًا، ابن أخ أندرو وليف. بوليسلاف يوري هو ابن توجدين الأول الماسوفي من سلالة بياست، وابن عم بوليسلاف الأول وابن أخ زوج ابنة غيديميناس فينيسلاس البلوكي. لتقوية التفاهم، خطب بوليسلاف يوفيميجا ابنة غيديميناس. سُمم بوليسلاف في أبريل 1340 من قبل النبلاء المحليين الذين استاءوا من النفوذ البولندي والبوهيمي المتعاظم في البلاط الغاليسي الفوليني. لم يكن لبوليسلاف خَلَف، وهدد موته توازن القوى الهش في المنطقة.

## الصراعات

### المرحلة الأولى
في غضون أيام من مقتل بوليسلاف، غزا كاسيمير الثالث البولندي الإمارة لإنقاذ التجار البولنديين والمقيمين الكاثوليك من الهجمات في لفيف. في يونيو 1340، عاد كاسيمير مع جيش أكبر. بعد أربعة أسابيع توصل إلى اتفاق مع النبلاء المحليين وزعيمهم دميترو ديدكو؛ مقابل خدماتهم، يستمتع النبلاء المحليون بالحماية من الملك البولندي. ومع ذلك، كان الاتفاق قصير الأجل. تُعد البيانات حول تلك الفترة مبعثرة، ولكن يبدو أن غاليسيا فولينيا قُسمت بين الليتوانيين (حكم ليوبارتاس في فولينيا ومدينتها فولديمير-فولينيسكي) والنبلاء المحليين (حكم ديتكو غاليسيا). خلال شتاء 1340-1341، هاجمت القبيلة الذهبية (ربما بمساعدة ليتوانية) بولندا ووصلت إلى لوبلان نتيجة تناقص الجزية التي تدفعها الإمارة إلى خان المغول. أضعفت الغارة التأثير البولندي في الإمارة. اختبئت يوفميجا، أرملة بوليسلاف، في فيستولا في شتاء 1342 لإبعادها عن نزاعات الخلافة. اختفى ديتكو، الذي تمكن من تأليب البولنديين والليتوانيين والمغول ضد بعضهم، من المصادر المكتوبة عام 1344. وفي نفس العام تجدد الصراع المباشر بين بولندا وليتوانيا، ولكن سرعان ما عُقدت معاهدة سلام: عُين ليوبارتاس على فولينيا وكاسيمير على غاليسيا.

### المرحلة الثانية
بعد هزيمة الليتوانيين في معركة ستريفا من قبل فرسان توتوني عام 1348، خسر ليوبارتاس جميع الأراضي باستثناء شرق فولينيا مع لوتسك لصالح كاسيمير وحليفه لويس الأول المجري (وُعد لويس بالأقاليم إذا مات كاسيمير بدون وريث). نظم إخوة ليوبارتاس ألجيرداس وكوستوتيس العديد من الحملات إلى بولندا وريد روثينيا. تحالف الليتوانيون مع موسكوفي: تزوج ليوبارتاس من ابنة قسطنطين الروستوفي، أحد أقارب سيميون الموسكوفي، وتزوج ألجيرداس من أوليانا من تفير، أخت زوجة سيميون. في ربيع 1351، أخِذ لويس لوبارتاس سجينًا، ولكن أطلِق سراحه في الصيف بعد الاتفاق على هدنة مع كوستوتيس. سقطت الصفقة وتبعها المزيد من الهجمات العسكرية في عام 1352. وُقع على هدنة أخرى، مواتية إلى حد ما لليتوانيين، في خريف عام 1352: لم يتلق لوبارتاس فقط فولهينيا وبودوليا، ولكن أيضًا بيلز وشيم. ومع ذلك، في عام 1353، هاجم ليوبارتاس مرة أخرى. رد كاسيمير بتنظيم حملة كبيرة ضد الليتوانيين الوثنيين بإذن خاص من البابا إنوسنت السادس. لم تحقق الحملة النتائج المرجوة، لذا فكر كاسيمير في تحالف مع الليتوانيين.